# Offenbach-Waldheim
Waldheim er en bydel i Offenbach am Main. I december 2015 havde Waldheim omkring 820 indbyggere.
50°07′04″N 8°48′37″Ø / 50.1178°N 8.8103°Ø